# تأثير "النساء رائعات"
تأثير النساء رائعات هي ظاهرة توجد في الأبحاث النفسية والاجتماعية، وتشير إلى أن الأشخاص يقرنون خصلاً حميدة للنساء أكثر مقارنة بالرجال. ينعكس هذا الانحياز كانحياز عاطفي تجاه النساء بشكل عام. صاغ هذا المصطلح عالما النفس أليس ايجلي وأنطونيو ملادينيك في عام 1994م بعد أن وجدا أن المشاركين الإناث والذكور يميلون إلى تعيين خصلاً حميدة للنساء، ويتجلى انحياز أكبر لدى المشاركين الإناث. بينما قام المشاركين (ذكوراً وإناثاً) بتعيين خصل حميدة للرجال ولكن بدرجة أقل. يتكهن المؤلفون بأن التقييم الإيجابي العام للنساء قد استُمد من الربط بين النساء وصفات الحضانة. ويُشار إلى هذا الانحياز كشكل من التمييز الجنسي المبني على نية حسنة تجاه الإناث.

## نبذة عامة
صاغ هذا المصطلح الباحثان أليس إيجلي وأنطونيو ملادينيتش وطرحاه في ورقتهما البحثية في عام 1994، إذ شككا في الرأي السائد القائل بوجود تحيز ضد المرأة. لاحظ كلا الباحثين عدم دقة الأبحاث في إظهارها للتحيز. وجد إيجلي وملادينيتش تحيزًا إيجابيًا تجاه النساء في دراستهما في عام 1989 و1991، إذ تضمنت هاتين الدراستين استبيانات لطلاب الولايات المتحدة.
شارك 203 طالبًا من طلاب قسم علم النفس في جامعة بوردو في استبيان لعام 1989، إذ قُسم الطلاب في مجموعات مكونة من 20 طالب وطُلب منهم تقييم موضوعات البحث من كلا الجنسين. أظهرت النتيجة تفضيل الطلاب للنساء والقوالب النمطية الأنثوية. 
شارك 324 طالبًا من قسم علم النفس في جامعة بوردو في استبيان آخر في عام 1991، إذ قُسم الطلاب أيضًا إلى مجموعات مكونة من 20 طالب وطُلب منهم تقييم موضوعات البحث من كلا الجنسين. قيم الطلاب الفئات الاجتماعية للرجال والنساء وربطوا سمات وتوقعات مع كل جندر عن طريق المقابلات والارتباطات الاجتماعية ووفقًا لمعايير الإجابات المفتوحة. صُنفت النساء في مرتبة أعلى من حيث المواقف والمعتقدات دون العواطف.

## تحيز لأفراد الجماعة
أجرى كل من رودمان وغودوين (2004) بحثًا حول التحيز الجندري، إذ قاس هذا البحث التفضيلات الجندرية دون سؤال المشاركين بطريقة مباشرة. شارك أشخاص من جامعة بوردو وروتجرز في مهام محوسبة لقياس المواقف التلقائية بناءً على مدى سرعة الشخص في تصنيف السمات المستحبة وغير المستحبة لكل جندر. تجسد الهدف من هذه المهمة في تقصي ما إذا كان الناس يربطون الكلمات المستحبة (جيد، وسعيد، وأشعة الشمس) بالنساء والكلمات غير المستحبة (سيء، ومشاكل، وألم) بالرجال.
خلص البحث إلى ربط كل من الرجال والنساء للسمات الإيجابية بالنساء، لكنه كشف عن تحيز النساء الكبير لأفراد جماعتهن مقارنةً بالرجال (أكثر بمعدل 4.5 مرة). أظهرت النساء (دون الرجال) توازنًا معرفيًا بين التحيز لأفراد الجماعة والهوية واحترام الذات، الأمر الذي يعني افتقار الرجال لآلية تعزز التفضيل التلقائي لأفراد جماعتهم.
وجدت تجارب أخرى في هذه الدراسة تفضيل الناس التلقائي لأمهاتهم على آبائهم، إذ ربطوا الذكور بالعنف أو العدوان أيضًا. يعتقد كل من رودمان وغودوين أن للروابط الأمومية والنفور الذكري أثر كبير على المواقف الجندرية.
كشفت إحدى التجارب الأخرى في هذه الدراسة عن قياس مواقف البالغين بناءً على ردود أفعالهم تجاه الفئات المرتبطة بالعلاقات الجنسية، إذ خلصت التجربة إلى أن أكثر الرجال تحيزًا تجاه النساء هم الرجال الذين يمارسون الجنس أكثر وينظرون إلى تجاربهم الجنسية بشكل إيجابي. قد يسفر هذا الاهتمام البالغ بالجنس والإعجاب به إلى تعزيز التفضيل التلقائي لأفراد المجموعة الخارجية، أي تفضيل الرجال للنساء. ولذلك، أبدى كل من النساء والرجال ممن يمتلكون تجارب جنسية إعجابهم بالجندر الآخر.
وجدت إحدى الدراسات أن هذا التأثير مرتبط بتعزيز المساواة الجندرية. لا ينبع هذا الارتباط من الاختلافات في المواقف تجاه المرأة بل في اختلافها تجاه الرجل. وبالتالي، تُعتبر مواقف الناس تجاه الرجال أكثر إيجابية في المجتمعات الأكثر مساواةً مقارنةً بتلك التي لا تنطوي على قدر كبير من المساواة الجندرية.

## النقد
زعم بعض الباحثين أن تأثير «النساء رائعات» قابل للتطبيق عند تماهي النساء مع الأدوار التقليدية الجندرية كرعاية الأطفال واكتفائها بالعمل كربة منزل وحسب. وفي المقابل، استشهد باحثون آخرون بدراسات تشير إلى قابلية تطبيق تأثير «النساء رائعات» حتى في حال اضطلاع النساء بأدوار جندرية غير تقليدية. لم تجد الدراسة الأصلية لإيجلي وملادينيك وأوتو (1991) مثل هذا التناقض في تأثير «النساء رائعات».
اعتقد بعض الباحثين أن التسمية الأنسب لتأثير «النساء رائعات» ينبغي أن تكون تأثير «النساء رائعات عندما»، إذ يقصدون بكلمة «عندما» أن هذا التأثير قابل للتطبيق عندما لا تكون المرأة في موقع السيطرة.